# Pensthorpe
Pensthorpe var en civil parish fram till 1935 när den uppgick i civil parish Kettlestone, i grevskapet Norfolk i England. Civil parish var belägen 2 km från Fakenham och hade 41 invånare år 1931. Byn nämndes i Domedagsboken (Domesday Book) år 1086, och kallades då Penestorpa.